# Xavier Casp
Francesc Xavier Casp i Verger (Carlet, Valencia; 7 de octubre de 1915 - Valencia; 11 de noviembre de 2004), conocido como Xavier Casp, fue un poeta y activista político español. 

## Biografía y actividad política
En los años de la República se afilió a Acción Nacionalista Valenciana, de la que fue secretario general y se hizo socio de Lo Rat Penat. Durante la Guerra Civil luchó con el bando republicano y perdida la guerra fue encarcelado en Torremolinos (Málaga). Por su republicanismo fue expulsado de Lo Rat Penat durante la posguerra. 

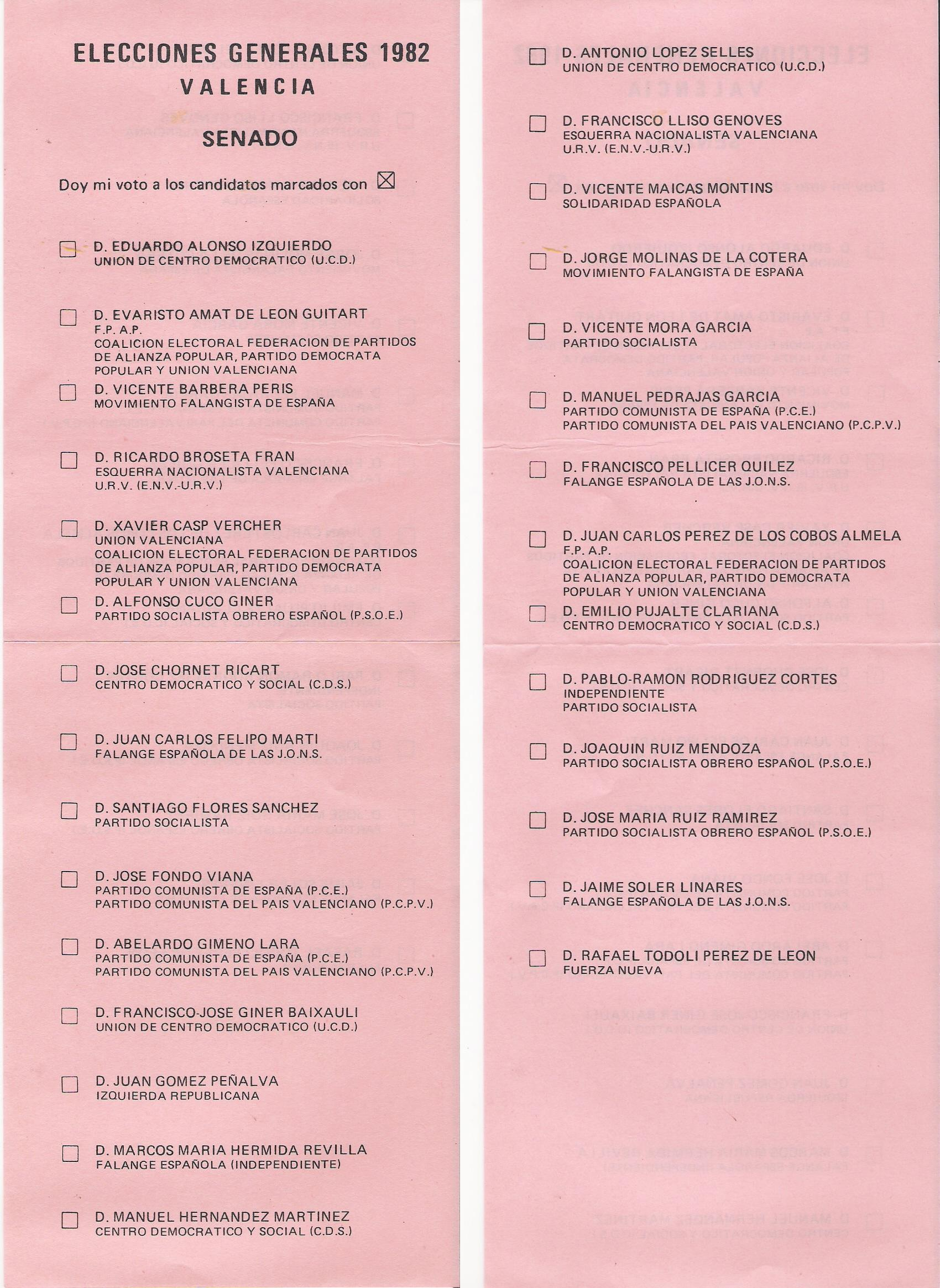
En 1982, X. Casp fue candidato al Senado por Unión Valenciana.

Casp publicó sus primeros poemas en la revista El Vers Valencià y en 1943 fundó como director la revista literaria y trimestral Esclat. En 1944 fundó con su gran amigo Miquel Adlert la editorial Torre, que consiguió publicar con regularidad los primeros libros en valenciano del franquismo. En esta editorial publicaron obras Bru i Vidal, Joan Fuster, Josep Iborra, Emili Beüt, Enric Valor, Manuel Sanchis Guarner, Maria Beneyto, Vicent Andrés Estellés, etc.
Tuvo un lugar destacado con el valencianismo de la posguerra, con tertulias clandestinas, poniendo en contacto a gente tan destacada, como por ejemplo Joan Fuster, e inicialmente defendió la unidad de la lengua. Muestra de esto es que llegó a decir que catalanes, valencianos y baleares formamos parte de la Comunidad Catalánica".
Entre los sesenta y los años setenta, fue readmitido en Lo Rat Penat y, con Miquel Adlert, mostró posturas cada vez más próximas al blaverismo, siendo uno de los impulsores de la Real Academia de Cultura Valenciana, la RACV, y de las normas del Puig, convirtiéndose en una figura emblemática del conflicto lingüístico valenciano. A partir de este momento, «se dedicó, en compañía de Adlert, a deshacer todo lo que durante la mayor parte de su vida intentó construir». Llegó a ser diputado en las Cortes Valencianas por Unión Valenciana. Desde enero de 1989 hasta junio de 2002 perteneció al Consell Valencià de Cultura. En junio del 2001 Xavier Casp acepta entrar, tras muchas reticencias, en la Academia Valenciana de la Lengua, hecho que le supuso la enemistad de ciertos sectores proclives al secesionismo lingüístico que él mismo había promovido en los años ochenta. Fue acusado de traidor y una concentración de blaveros el 15 de junio de 2001 a las puertas de la sede de la RACV, obligó a que fuera evacuado en un furgón policial. 
Sin embargo, poco más de un año después, el 10 de septiembre de 2002 presentó su dimisión como miembro de la AVL, aduciendo motivos de salud. Su salud empeoró gradualmente hasta su muerte, que le sobrevino cuando estaba en una etapa de recuperación de la enfermedad, y trabajaba en sus obras completas.

## Obra
En 2009 se presentaron sus Obras Completas.
La música era una de las pasiones (fue un pianista talentoso) pero la hubo de abandonar por motivos familiares, y, según él, se refugió desde en edad temprana en la poesía. 
De sus primeras lecturas, quedó conmocionado por el Cántico Espiritual de San Juan de Cruz. 
Las primeras obras fueron escritas en las Normas de Castellón, aun cuando a partir de los setenta cambiaría a las normas de la RACV, reescribiendo parte de su obra anterior con estas normas. 
Entre sus obras podemos destacar: 

### Obra poética
- Volar (1943)
- La inquietud en calma (1945)
- Jo sense tu (1948)
- On vaig, Senyor? (1949)
- Aires de cançó (1950)
- Goig (1953)
- Poema dramàticament esperançat (1956)
- Jo, cap de casa (1962)
- D’amar-te, Amor (1963)
- Silenci (1970), que obtuvo el premio "Valencia de literatura"
- Confesión con Ausiàs March , (1973)
- Vinatea (1975), adaptado a libreto para la ópera de Matilde Salvador
- Gran Sonata de la Patria (1981; prólogo de Miquel Adlert i Noguerol).[11]